# Ванда Яршевська
Ванда Яршевська (пол. Wanda Jarszewska; 3 січня 1888, Варшава — 15 травня 1964, там же) — польська актриса театру і кіно, театральний режисер.

## Біографія
Навчалася на акторських курсах драматичної школи Варшавського музичного товариства. Дебютувала на сцені пересувного театру у 1905 р. Виступала спочатку у різних пересувних трупах, а потім у театрах Кракова (1909—1919) та Варшави (з 1919 року). Була також театральним режисером та виступала у фільмах. Похована на варшавському цвинтарі Старі Повонзки.

## Фільмографія
- 1933 — Прокурор Аліція Горн
- 1933 — Шпигун у масці
- 1936 — Фредек робить світ щасливим